# Pallamallawa
Pallamallawa är en ort i Australien. Den ligger i kommunen Moree Plains och delstaten New South Wales, i den sydöstra delen av landet, omkring 500 kilometer norr om delstatshuvudstaden Sydney.
Trakten runt Pallamallawa är nära nog obefolkad, med mindre än två invånare per kvadratkilometer.. Pallamallawa är det största samhället i trakten.
Omgivningarna runt Pallamallawa är i huvudsak ett öppet busklandskap. Genomsnittlig årsnederbörd är 748 millimeter. Den regnigaste månaden är januari, med i genomsnitt 131 mm nederbörd, och den torraste är oktober, med 20 mm nederbörd.